# 増田屋コーポレーション
株式会社増田屋コーポレーション（ますだやコーポレーション）は、東京都台東区蔵前に本社を置く、日本の玩具メーカーである。享保9年（グレゴリオ暦1724年、江戸時代中期）に創業した老舗企業である。

## 概要
江戸時代の享保年間に、春日局の末裔と称さされる齋藤林兵衛の元で創業される。当時は主に人形を取り扱っており、のちに明治時代の到来と共に貿易部を創設し、世界各国から様々な玩具を取り寄せるなど、先見の明に秀でた企業の先駆けとも言える。
関東大震災の際にはすぐに業務を再開したものの、第二次世界大戦の間は国内が戦時体制下であったことから休業・疎開を余儀なくされたこともある。

## マスダヤコレクション
第二次世界大戦前の玩具は戦災によって焼失してしまった。しかしながら、戦後の輸出貢献企業として玩具メーカーの中で有数の歴史がある。「マスダヤコレクション」は、当社が過去に製作したブリキ玩具や、代理販売という形などで扱ったことのある世界各地の玩具を収集したもので、日本有数の玩具コレクションとして知られている。

### 過去に展示したコーナーがあった施設
- おもちゃ王国（岡山県玉野市滝1640-1）
- レオマワールド（香川県丸亀市綾歌町栗熊西40-1）

### 増田屋コレクションイベント
- 2013/12/24〜2014/1/5　「VINTAGE TOYS展（北原照久氏監修）」JPタワーホール＆カンファレンス

## 特徴
老舗の中堅玩具メーカーとして1940〜60年代に作られたブリキ製のロボット、自動車等は今なお、評価が高く国内はもとより海外でもオークションで高値で取引されている。
まだ「増田屋斎藤貿易」時代の1955年に発売されたラジコンバス（バス以外にもロボット、乗用車、戦車等があった）は、電池の低電圧の直流を断続器で刻み、トランスで昇圧することで高電圧を作り、放電による電波を輻射する火花送信機と、ガラス管の中に金属粒が封入されたコヒーラ検波器を使用した物だった。
火花送信機とコヒーラ検波器は世界初の大衆無線機「テリムコ」（1905年）やタイタニック号沈没事故（1912年）でも使用された初期の無線装置だが、高価な真空管やトランジスタを用いずに、世界に先駆けてそれらを玩具に応用したアイデアは画期的であり、現代の電子玩具の萌芽と言える。なおホビー用のラジコン（ラジオコントロール）という語は同社が商標権を保有している。ラジコン以外にも専用の笛の音で遠隔操作できるソニコンも作っており、遠隔操縦玩具の先駆者といえる。これは山下清のちぎり絵の作品のモチーフにもなっている。

1968年に発売された「デコちゃんポッポ」はおもちゃ売り場の大人気商品となり、おもちゃコンクールでダイヤモンド賞を受賞。また1970年代には多くのキャラクターのトーキングソフビ人形を販売。1980年代初頭にはLCDゲーム機をリリースしていた。
近年ではラジオコントロール小型潜水艦を開発・販売した。この製品は、アクアリウム用の水槽や、風呂桶の中で遊ぶ事ができる。他にも知育玩具やパーティーグッズ、人形・パズル・電子ゲーム・電動の乗り物玩具といった様々な製品を幅広く手掛けている。輸入玩具の分野では1975年にオーストリアで発明されたモーラーを日本に紹介し、大々的なブームを巻き起こした。
一過性のブームや奇をてらうような製品は避ける傾向が見られ、大流行を起こす目玉商品がない代わりに、長く楽しめる製品が多く、また年代を超えて幼児や児童に親しまれている商品も数多く手掛けている。乾電池で動くぬいぐるみの一種で、幼児向けの「リズムを取って動く動物の玩具」である「電動動物『楽しい仲間』」は、高度経済成長期初期に発売され、マイナーチェンジを繰り返しながら現在でも発売され続けている。同社によれば愛子内親王のお気に入りにもなっているとのことで、宮内庁発表の写真の中にもその姿が確認できる。